# Mariampol (obwód grodzieński)
Mariampol (biał. Марыямпаль; ros. Мариамполь) – chutor na Białorusi, w obwodzie grodzieńskim, w rejonie werenowskim, w sielsowiecie Konwaliszki, przy granicy z Republiką Litewską. 
Dawniej folwark i dwór. W dwudziestoleciu międzywojennym leżał w Polsce, w województwie nowogródzkim, w powiecie lidzkim, w gminie Bieniakonie. Po II wojnie światowej w granicach Związku Sowieckiego. Od 1991 w niepodległej Białorusi.